# Franco Tomás Sosa
Franco Tomás Sosa (Buenos Aires, Argentina; 9 de septiembre de 1995) es un futbolista argentino. Juega de delantero y su equipo actual es el Virtus Francavilla Calcio de la Serie D de Italia.

## Trayectoria
Sosa comenzó su carrera en 2014 en el Defensores de Belgrano. Tras un paso por el Aldosivi y el Fénix de Pilar, continuó su carrera en Italia. Sosa pasó gran parte de su carrera en clubes de la Serie D de Italia.
El 7 de julio de 2023, el delantero fichó en el Audace Cerignola de la Serie C.

## Clubes
| Club                          | País      | Año           |
| ----------------------------- | --------- | ------------- |
| Defensores de Belgrano        | Argentina | 2014-2015     |
| Aldosivi                      | Argentina | 2016-2017     |
| Fénix                         | Argentina | 2017-2018     |
| USD Nerostellati              | Italia    | 2019          |
| Anagni                        | Italia    | 2019-2020     |
| Ariano                        | Italia    | 2020          |
| Polisportiva Olympia Agnonese | Italia    | 2021          |
| ASD Sorrento                  | Italia    | 2021          |
| USD Città di Fasano           | Italia    | 2021-2022     |
| Team Altamura                 | Italia    | 2022-2023     |
| Audace Cerignola              | Italia    | 2023-         |
| SS Monopoli (Cedido)          | Italia    | 2024          |
| Virtus Francavilla Calcio     | Italia    | 2024-Presente |